# 包劳奇考
包劳奇考（匈牙利語：Baracska）是匈牙利费耶尔州所辖的一个村。总面积39.68平方公里，总人口2741，人口密度69.1人/平方公里（2011年1月1日）。